# European Football League
European Football League (skrót: EFL, Europejska Liga Futbolu) – międzynarodowe, klubowe rozgrywki w futbolu amerykańskim, utworzone z inicjatywy Europejskiej Federacji Futbolu Amerykańskiego w 1986, przeznaczone dla drużyn klubowych zajmujących czołowe lokaty w narodowych rozgrywkach najwyższego szczebla. Meczem finałowym jest EFL-Bowl, do 2014 roku finałem był Eurobowl.

## System rozgrywek
Rozgrywki były do 2014 roku odpowiednikiem Ligi Mistrzów w piłce nożnej, gdy to utworzono BIG6 Europe w której gra 6 najlepszych drużyn europejskich (niemieckie i austriackie). W EFL od tej pory biorą udział pozostałe zespoły zajmujące czołowe lokaty w narodowych rozgrywkach najwyższego szczebla.

## Wyniki
| Rok  | EFL-Bowl | Miejscowość        | Zwycięzca              | Finalista           | Wynik | Widzów |
| ---- | -------- | ------------------ | ---------------------- | ------------------- | ----- | ------ |
| 2014 | I        | Kilonia            | Kiel Baltic Hurricanes | Badalona Dracs      | 40-0  | 2.100  |
| 2015 | II       | Kilonia            | Kiel Baltic Hurricanes | Allgäu Comets       | 49-28 | 1.800  |
| 2016 | III      | Frankfurt          | Frankfurt Universe     | Amsterdam Crusaders | 35-21 | 6.000  |
| 2017 | IV       | Thonon-les-Bains   | Thonon Black Panthers  | Milano Rhinos       | 29-20 | 2.500  |
| 2018 | V        | Sesto San Giovanni | Potsdam Royals         | Milano Seamen       | 43-42 | 2.500  |